# Categoría de conjuntos
En matemática, la categoría de conjuntos es categoría cuyos objetos son todos los conjuntos y los morfismos son las funciones. Es la categoría más básica y la más comúnmente usada en matemática. La denotamos generalmente por Set. 

## Propiedades de la categoría de conjuntos
Los epimorfismos en Set son las funciones sobreyectivas, los monomorfismos son las funciones inyectivas, y los isomorfismos son las funciones biyectivas. 
El conjunto vacío actúa como el objeto inicial en Set, mientras que cada singletón es un objeto terminal. No hay así ningún objeto cero en Set. 
La categoría Set es completa y co-completa. El producto en esta categoría está dado por el producto cartesiano de conjuntos. El coproducto está dado por la unión disjunta: los conjuntos dados Ai donde i se extiende sobre un cierto I, construimos el coproducto como la unión de Ai × {i} (el producto cartesiano sirve para asegurar que todos los componentes son disjuntos). 
Set es el prototipo de una categoría concreta; otras categorías son concretas si "se asemejan" a Set de una cierta manera bien definida. 
Cada conjunto de dos elementos sirve como un clasificador de subobjetos en Set. El objeto de partes de un conjunto está dado por su conjunto de partes, y el objeto exponencial de los conjuntos A y B está dado por el conjunto de todas las funciones de A a B. Set es así un topos (y en particular cartesiano cerrada).
Set no es abeliana, aditiva o preaditiva; no tiene siquiera morfismos cero. 
Cada objeto no inicial en Set es inyectivo y (asumiendo axioma de elección) también proyectivo.